# الدوري الفنزويلي الممتاز 1987–88
الدوري الفنزويلي الممتاز 1987–88 هو الموسم 68 من الدوري الفنزويلي الممتاز. كان عدد الأندية المشاركة فيه 14، وفاز فيه C.S. Marítimo de La Guaira ‏.